# Kevin John Edusei

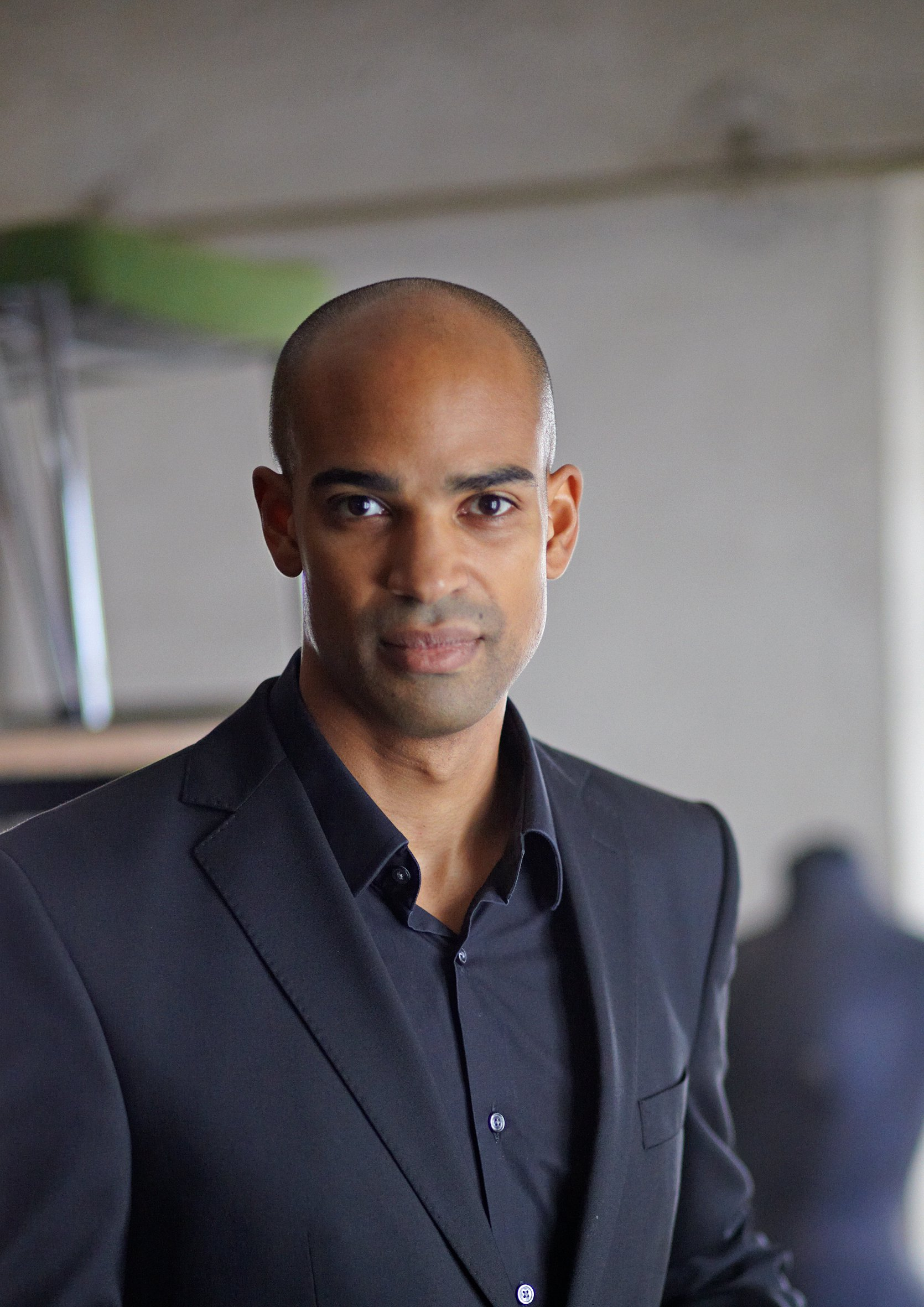
Kevin John Edusei

Kevin John Edusei (* 5. August 1976 in Bielefeld) ist ein deutscher Dirigent, der Chefdirigent der Münchner Symphoniker und des Konzert Theaters Bern war.

## Biographie
Edusei wurde in Bielefeld geboren und studierte Orchesterdirigieren, Klassisches Schlagzeug und Tonmeister an der Universität der Künste Berlin und dem Koninklijk Conservatorium Den Haag, wo Jac van Steen und Ed Spanjaard zu seinen Professoren zählten.
Im Jahr 2004 erhielt Edusei ein Stipendium des Aspen Music Festivals, um bei Maestro David Zinman zu studieren. Zu seinen weiteren Mentoren zählen Kurt Masur, Péter Eötvös, Marc Albrecht, Peter Gülke und Sylvain Cambreling. Im Jahr 2004 assistierte er beim Ensemble Modern und war während zweier Spielzeiten als Assistent am Deutschen Nationaltheater Weimar tätig.
Ab der Saison 2004/05 war Edusei Erster Kapellmeister und stellvertretender Generalmusikdirektor am Theater Bielefeld. Von 2007 bis 2011 arbeitete er in derselben Position am Staatstheater Augsburg. Er war Preisträger der Meisterklasse der Lucerne Festival Academy 2007 unter der Leitung von Pierre Boulez und Péter Eötvös und gewann 2008 den ersten Preis der Dimitris Mitropoulos Conducting Competition in Athen. Edusei ist Alumnus der von der Deutschen Bank Stiftung getragenen Akademie Musiktheater heute und des Dirigentenforums des Deutschen Musikrates.

### Positionen
Im Jahr 2013 wurde Edusei zum Chefdirigenten der Münchner Symphoniker ernannt. Diese Position bekleidete er bis zur Saison 2021/22.
Im Jahr 2014 wurde Edusei Erster Gastdirigent am Konzert Theater Bern und avancierte danach von 2015 bis 2019 zu dessen Chefdirigenten. Während dieser Zeit leitete er Neuproduktionen von unter anderem Peter Grimes, Salome, Ariadne auf Naxos, Herzog Blaubarts Burg, Tannhäuser, Tristan und Isolde, Káťa Kabanová und einen Zyklus der Mozart-Da-Ponte-Opern.
Edusei wurde ab der Saison 2022/23 zum Principal Guest Conductor des Fort Worth Symphony Orchestra ernannt, nachdem er im September 2021 dort sein Debüt gegeben hatte.

### Gastdirigate
Edusei stand am Pult international führender Orchester wie den Münchner Philharmonikern, Deutsches Symphonie-Orchester Berlin, London Symphony Orchestra, London Philharmonic Orchestra, BBC Symphony Orchestra, Royal Philharmonic Orchestra, City of Birmingham Symphony Orchestra, Hallé Orchestra, Royal Scottish National Orchestra, Rotterdams Philharmonisch Orkest, Radio Filharmonisch Orkest, Finnish Radio Philharmonic Orchestra, Los Angeles Philharmonic Orchestra, Cincinnati Symphony Orchestra, Dallas Symphony Orchestra, Minnesota Orchestra, National Symphony Orchestra, Seattle Symphony und Sydney Symphony Orchestra.
Im Januar 2025 gab Edusei sein Debüt mit den New Yorker Philharmonikern in einem Programm mit Richard Strauss’ Also sprach Zarathustra.
Sein Debüt bei den BBC Proms gab Edusei im August 2017 mit dem Chineke! Orchestra, mit dem ihn eine langjährige künstlerische Beziehung verbindet und mit dem er seit dem Jahr 2016 mehrfach auf Tourneen und Festivals in ganz Europa aufgetreten ist. 2022 kehrte er mit einer von der BBC ausgestrahlten 9. Symphonie von Ludwig van Beethoven in die Royal Albert Hall zurück.

### Musiktheater
Im Herbst 2022 debütierte Edusei mit Puccinis La Bohème am Royal Opera House Covent Garden. Die Produktion von Richard Jones mit Ailyn Pérez und Juan Diego Flórez in den Hauptpartien wurde weltweit als Livestream in die Kinos übertragen. Im Jahr 2023/24 kehrte Edusei für Madama Butterfly mit Asmik Grigorian in der Titelpartie zurück. Zuvor hat er unter anderem an der Semperoper Dresden, der English National Opera, der Staatsoper Hamburg, der Volksoper Wien und der Komischen Oper Berlin dirigiert, darunter ein von Calixto Bieito inszeniertes Verdi-Requiem im Jahr 2018, Tosca an der Staatsoper Hannover im Jahr 2019 und The Marriage of Figaro mit der English National Opera im Jahr 2020.

## Auszeichnungen
- Erster Preis der International Mitropoulos Competition for Conducting 2008[22]
- Gewinner der Lucerne Festival Competition 2007[23]

## Diskografie (Auswahl)
| Orchester                 | Album                                              | Solist | Label          | Erscheinungsjahr |
| ------------------------- | -------------------------------------------------- | --- | -------------- | ---------------- |
| Münchner Symphoniker      | Einschoch6: Die Stadt springt                      | Einschoch6 | Solo Musica    | 2015             |
| Münchner Symphoniker      | Tschaikowsky: Auszüge aus Der Nussknacker          | | Solo Musica    | 2016             |
| Tonkünstler-Orchester     | Enjott Schneider: Schatten im Dunkel               | | WERGO          | 2016             |
| Tonkünstler-Orchester     | Enjott Schneider: Bach, Dracula, Vivaldi & Co.     | Csaba Kelemen, trumpet; Stefan Langbein, trombone | WERGO          | 2016             |
| Chineke! Orchestra        | Dvořák & Sibelius                                  | | Signum Records | 2017             |
| Münchner Symphoniker      | Schubert: Symphonien Nrs 4 & 7                     | | Solo Musica    | 2017             |
| Münchner Symphoniker      | Schubert: Symphonien Nrs 5 & 6                     | | Solo Musica    | 2018             |
| Berner Symphonieorchester | Korngold & Mozart: Violinkonzerte                  | | Claves Records | 2018             |
| Berner Symphonieorchester | Schostakowitsch, Weinberg & Kobekin                | Anastasia Kobekina, cello | Claves Records | 2019             |
| Münchner Symphoniker      | 1939                                               | Fabiola Kim, violin | Solo Musica    | 2019             |
| Münchner Symphoniker      | Schubert: Symphonien Nrs 3 & 7                     | | Solo Musica    | 2020             |
| The Royal Opera           | Puccini: Madama Butterfly                          | Asmik Grigorian (Cio-Cio San), Joshua Guerrero (Pinkerton), Lauri Vasar (Sharpless), Hongni Wu (Suzuki), Ya-Chung Huang (Goro), Jeremy White (The Bonze) | Opus Arte      | 2024             |
| London Symphony Orchestra | Rózsa: Violinkonzert – Bartók: Violinkonzert Nr. 2 | Roman Simovic | LSO Live       |                  |